# Stritøre
Stritøre er en lægelig betegnelse for ører, der stritter ud fra hovedet. Især børn med stritører kan være udsat for drillerier – i retning af Dumbo-ører, flyveører: De peger begge på Walt Disney-figuren Dumbo, der er en lille elefantunge med usædvanligt store ører. Som så ofte i eventyr med en god slutning bruger Dumbo sine ører til at flyve og imponerer derved drillepindene.
Det normale er, at en brusk i ørets kant trækker øret ind til hovedet. Stritøret mangler en af de naturlige krumninger. Stritører kan behandles kirurgisk, idet et enkelt snit på bagsiden af øret ridser i brusken på ørets forside, hvorved øret naturligt vil krumme bagud. Efter operationen anlægges en stor, fast forbinding i 5 dage, som modellerer ørerne og holder dem i en bestemt stilling. Operationen er rimelig ukompliceret og kan foregå i lokal- eller helbedøvelse og udføres i dagambulatorium. Man kan få voldsomme smerter i ørerne det første døgn efter operationen, hvorefter smerterne vil aftage.